# Znamennyj-zang

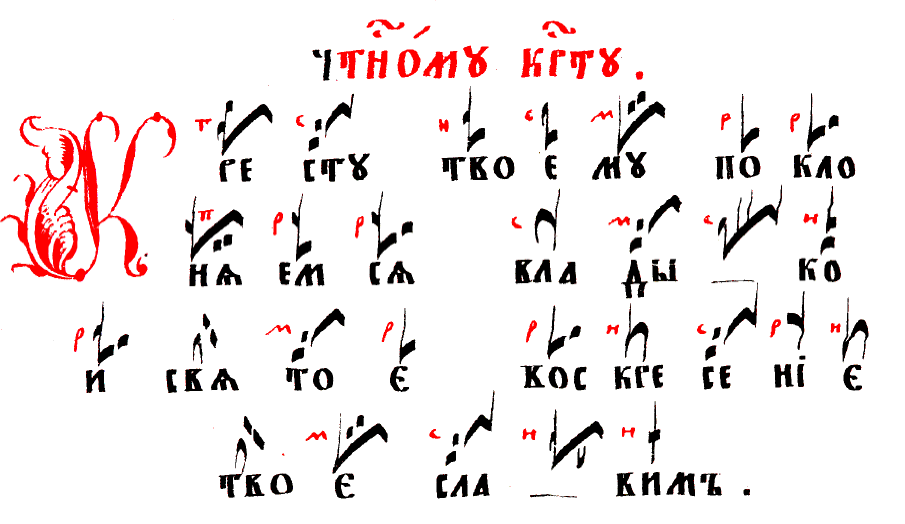
Een voorbeeld van notatie met behulp van “krjoeki” met zg. rode tekens uit een zangboek uit 1884. "Uw Kruis vereren wij, o Heer, en Uw heilige Opstanding loven wij."

Znamennyj zang (Russisch: знаменное пение, знаменный распев) is unisone diatonische kerkzang, behorende tot de liturgische praktijk van de Russische orthodoxie en afkomstig uit Byzantium. Kenmerkend voor deze zang zijn vloeiende, evenwichtige melodieën en de gebruikmaking van een specifiek notatiesysteem. De Znamennyj-zang kent een systeem van acht tonen of modi (Grieks ἦχος: klank, melodie), afkomstig uit de Byzantijnse muziek. 

## Notatie
Kenmerkend voor de znamennyj notatie is de gebruikmaking van speciale tekens, in het Russisch крюки krjoeki of знамена znamena, dat in het Nederlands respectievelijk als “haken” (gezien de gelijkenis met haken) en “tekens” kan worden vertaald. Eén znamennyj-teken kan één tot vier noten bevatten; er zijn tekens die een korte melodie aanduiden die wel uit tien of meer noten bestaat en een complexe ritmische structuur heeft. 
Het znamennyj-notatiesysteem wordt als een uitwerking van de Byzantijnse neumennotatie beschouwd; een neume (uit het Griekse πνευμα (pneuma: ademhaling)) is een teken ter aanduiding van de melodiegang bij een gezongen lettergreep. De znamennyj-tekens duiden niet zozeer concrete noten aan, zoals in de Westerse lineaire notatie, als wel de contouren van de melodie en intervallen. De tekens bevatten ook informatie over lengte, tempo, volume en aanwijzingen over de manier waarop gezongen moet worden: krachtig of juist met deemoedigheid. Ieder teken heeft zijn eigen naam en spirituele symboliek; zo is er een teken dat "klein duifje" (Russisch: голубчик (galoebstjik)) genoemd wordt, dat twee noten omhoog aanduidt en tevens symbool is voor de Heilige Geest. 
In de loop van de tijd werd het notatiesysteem steeds ingewikkelder. Door zijn eigenaardigheid de contouren en intervallen in plaats van concrete noten aan te geven, was het voor een ongeoefende zanger praktisch onmogelijk een melodie van het blad te kunnen lezen. Alleen zeer ervaren zangers en koordirigenten konden de tekens direct omzetten in zang. Om deze problematiek te ondervangen ging men vanaf de 16de eeuw zogenaamde “rode tekens”, in het Russisch киноварные знаки (kinovarnyje znaki), toevoegen aan ieder znamennyj-teken. Deze rode tekens waren kleine, in het rood geschreven letters, die bovenaan vóór het teken werden geplaatst. Deze rode tekens gaven de hoogste noot aan die het znamennyj-teken bevatte. Dit wordt als een vereenvoudiging - en door sommigen als een degeneratie - van het notatiesysteem beschouwd.
Het gebruik en de evolutie van de znamennyj-notatie stopte in het midden van de 17de eeuw, toen na de kerkhervormingen van de Russische patriarch Nikon de Russisch-orthodoxe Kerk overging op polyfone kerkzang die gebaseerd was op Poolse, Duitse en Italiaanse harmonieën. 
Tegenwoordig wordt de znamennyj-zang met bijbehorende notatie nog steeds gebruikt door de Russische Oudgelovigen. Sommige Edinovertsy (met de "reguliere" Russische kerk geünieerde oudgelovigen) gebruiken sinds de 19de eeuw lineaire notatie voor hun liturgische zang. Men onderscheidt onder andere Stolpowoj, Demenstvennyj en Putevoj Znamenny melodieën. 

## De uitvoering van znamennyj-zang
Znamennyj-zang vereist een specifieke wijze van uitvoeren; de tekens geven behalve contouren en overgangen ook lengte, volume, tempo en modus weer. Voor de oudgelovigen heeft liturgische zang ook een educatieve waarde: men wordt verondersteld zó te zingen, dat de klanken het oor verwonderen en de waarheid die de zang bevat het hart binnendringt. Znamennyj-zang wordt niet gezongen met klassiek geschoolde stemmen; de zangers worden geacht met hun eigen, natuurlijke stemmen te zingen; soms kan de zang daardoor aan folklorezang doen denken. Znamennyj-zang kent geen rusten, geen dramatische of emotionele effecten en is gespeend van iedere sentimentaliteit. De vaak gecompliceerde melodieën hebben een evenwichtige, golvende lijn. Ideaal gesproken moeten alle koorleden dusdanig zingen, dat al hun stemmen samenvloeien in één stem: daarin wordt de eenheid van allen in Christus uitgedrukt. 
Oorspronkelijk werd deze kerkzang alleen door mannenstemmen uitgevoerd. Door een zeker verval van tradities in de Sovjetperiode en een tekort aan mensen die tijdens diensten kunnen zingen, zijn gemengde koren nu algemeen aanvaard. In sommige kerken heeft men een mannen- en vrouwenkoor.